# Sigmund Livingston
Sigmund G. Livingston (ur. 27 grudnia 1872 – zm. 13 czerwca 1946) – amerykański prawnik urodzony w Niemczech, żydowskiego pochodzenia. Livingston był założycielem i pierwszym przewodniczącym Anti-Defamation League (pol. Ligi Przeciwko Zniesławieniu). Organizacja przyznaje stypendium oraz nagrodę jego imienia za działalność z zakresu ochrony praw obywatelskich a także walki z niesprawiedliwością. W 1944 roku nakładem Harper & Brothers ukazała się książka autorstwa Livingstona pt. Must Men Hate.